# نشان برای خدمات نظامی
نشان برای خدمات نظامی (ترکی آذربایجانی: "Hərbi xidmətlərə görə" medalı) یکی از نشان‌های نظامی در جمهوری آذربایجان به‌شمار می‌رود.

## تاریخچه
نشان برای خدمات نظامی به فرمان حیدر علی‌اف، رئیس‌جمهوری وقت آذربایجان، مورخ ۶ دسامبر سال ۱۹۹۳ ایجاد شد. این نشان در پاس بروز دادن خدمات ویژه و برجسته در میدان جنگ به نظامیان نیروهای مسلح جمهوری آذربایجان اعطا می‌گردد.

## طراحی
نشان برای خدمات نظامی مدور و سپرشکل به اندازه ۳۵ میلی‌متر است. نشان دارای تزیینات ملی است و در وسط پرتوهایی به تصویر کشیده شده‌است که از مرکز شروع می‌شود و از جنس برنز با قالب کم‌پهنای دارنده تزیینات ملی ساخته شده‌است. در میانه نشان شتاره ای هشت‌ضلعی و شمشیرهای متقاطع در پشت ستاره تعبیه شده‌است. عقب نشان مسطح است و عبارت «نشان برای خدمات نظامی» و شماره‌اش در آنجا وجود دارد. این مدال به یک روبان از جنس اطلس مستطیل شکل قهوه ای به بعد ۲۷ میلی‌متر در ۴۳ میلی‌متر با حلقه و قلاب متصل شده‌است. روبان از جنس اطلس و به اندازه ۲۷ میلی‌متر در ۹ میلی‌متر طراحی شده‌است و دارای عناصر هلال و ستاره و وسیله ای برای نصب بر روی سینه است.
نشان برای خدمات نظامی بر روی سمت چپ سینه و بعد از نشان ترقی نصب می‌گردد.